# Paul Flora

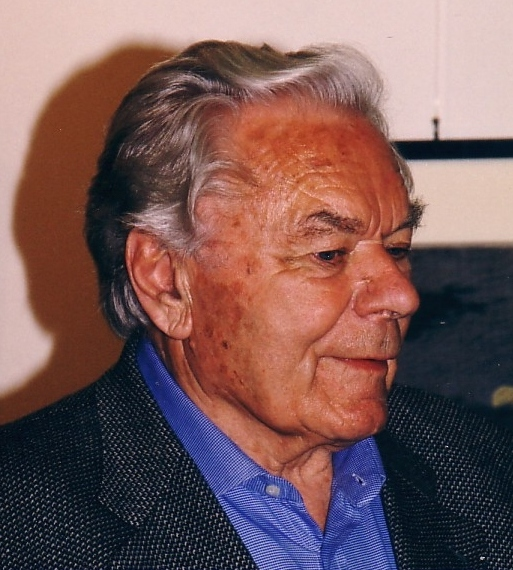
Paul Flora, 27. April 2001

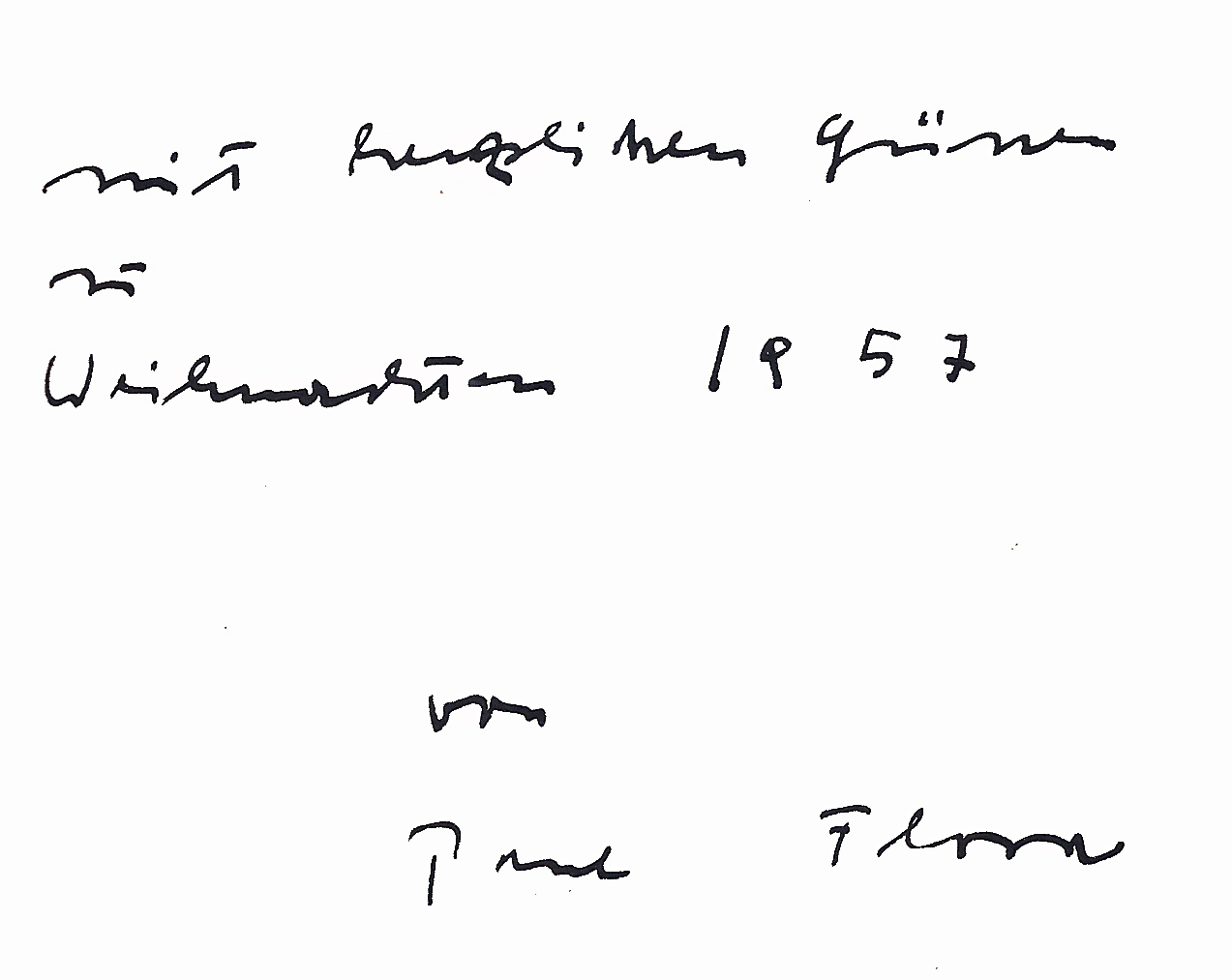
Paul Flora. Eigenhändiger Weihnachtsgruß von 1957

Paul Flora (* 29. Juni 1922 in Glurns, Südtirol; † 15. Mai 2009 in Innsbruck) war ein österreichischer Zeichner, Karikaturist, Grafiker, Illustrator und Schriftsteller. Eines seiner Lieblingsmotive waren die Raben.

## Leben

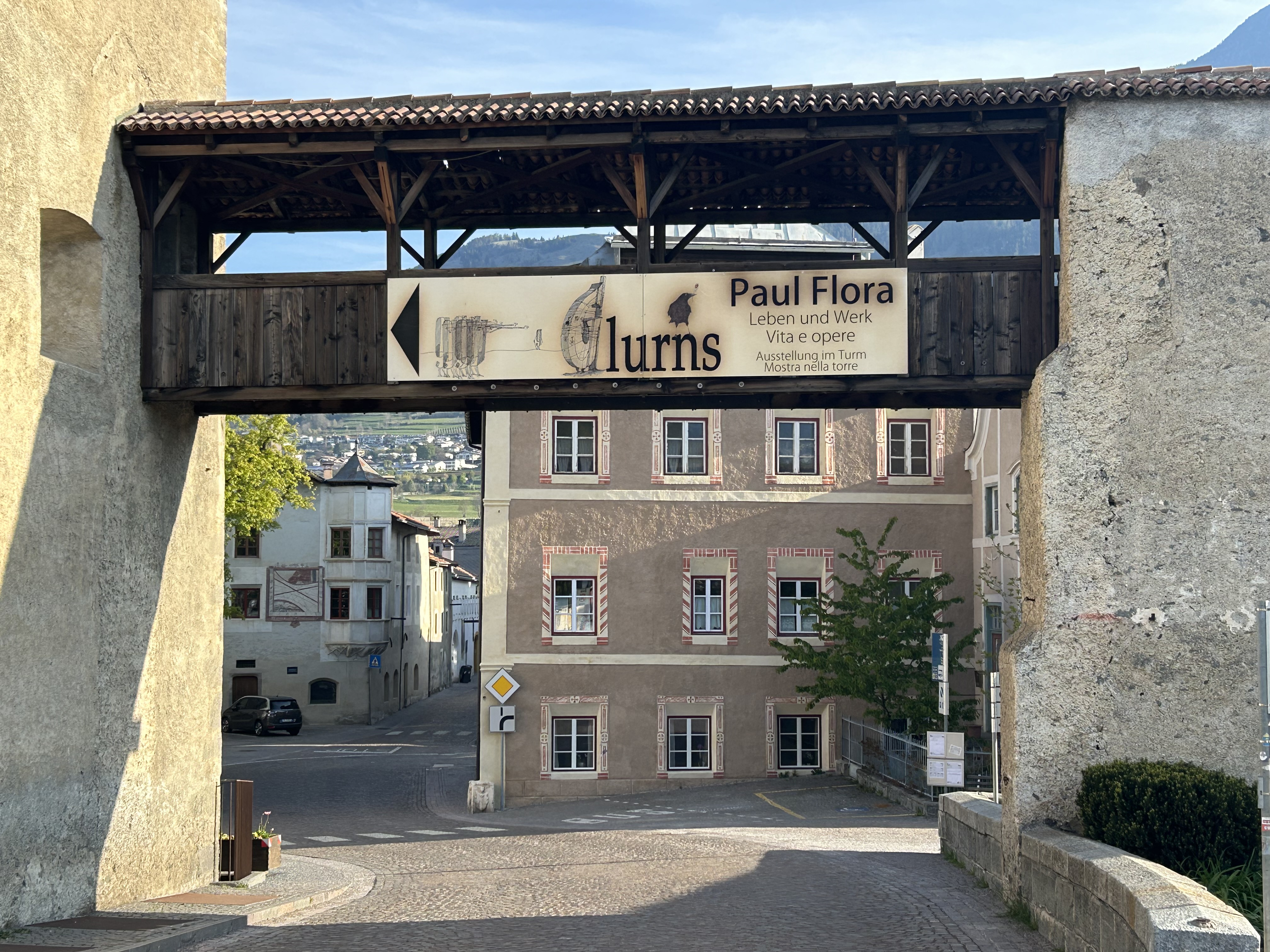
Tor bei St. Pankraz, Glurns

Paul Flora wurde 1922 in Glurns im Vinschgau in Südtirol geboren. 1927 übersiedelte er mit seiner Familie nach Nordtirol. Sein Zeichenlehrer brachte ihn zu Max von Esterle, bei dem er sich in der Malerei versuchte. Auch lernte er die Technik der Radierung schon früh. Um dem Kriegsdienst zu entgehen, schrieb er sich an der Akademie der Bildenden Künste München ein, an der sich auch sein zukünftiger Lehrer Olaf Gulbransson aufhielt, den er jedoch erst nach dem Krieg in Innsbruck kennenlernte. 1944 wurde er zum Kriegsdienst in Italien, Ungarn und der Slowakei eingezogen. 1945 kehrte er nach kurzer US-amerikanischer Gefangenschaft wieder nach Tirol zurück.  
Seitdem war er als freischaffender Künstler in Innsbruck tätig. Sein Wohnhaus stand auf der Hungerburg, einem nördlichen Stadtteil oberhalb von Innsbruck. In den 1970er Jahren hatte er sich von seinem Freund, dem Architekten Joseph Lackner, eine kleine künstlerisch gestaltete Schwimmhalle, das Grottenbad, am Haus anbauen lassen. Der Nachbesitzer des Anwesens ließ es 2018 abreißen.
Flora hatte mit seiner Ehefrau Gertrude, geborene Weinzettl, drei Kinder, darunter der 1944 geborene Soziologe Peter Flora, welcher der ersten Ehe Gertrudes entstammte und nach der Eheschließung mit Paul Flora von diesem adoptiert wurde, sowie Thomas und Katharina (verheiratete Slaywald) als leibliche Nachkommen.
1948 wurde er als Mitglied im Art-Club (Wien) aufgenommen. Seit 1986 war er korrespondierendes Mitglied der Bayerischen Akademie der Schönen Künste. Seit 1999 war er Mitglied im P.E.N.-Club Liechtenstein. Von 2003 bis 2006 wirkte er dort als Präsident und wurde aufgrund seiner Verdienste um den Club zum Ehrenpräsidenten gewählt. Darüber hinaus war er Mitbegründer der städtischen Galerie im Taxispalais in Innsbruck im Jahr 1964 und Initiator des „Österreichischen Grafikwettbewerbes“, der 2019 bereits zum zwanzigstenmal stattfand. Von 1964 bis 1992 kuratierte er neben Wilfried Kirschl, Oswald Oberhuber und Peter Weiermair Ausstellungen für die Galerie im Taxispalais in Innsbruck.

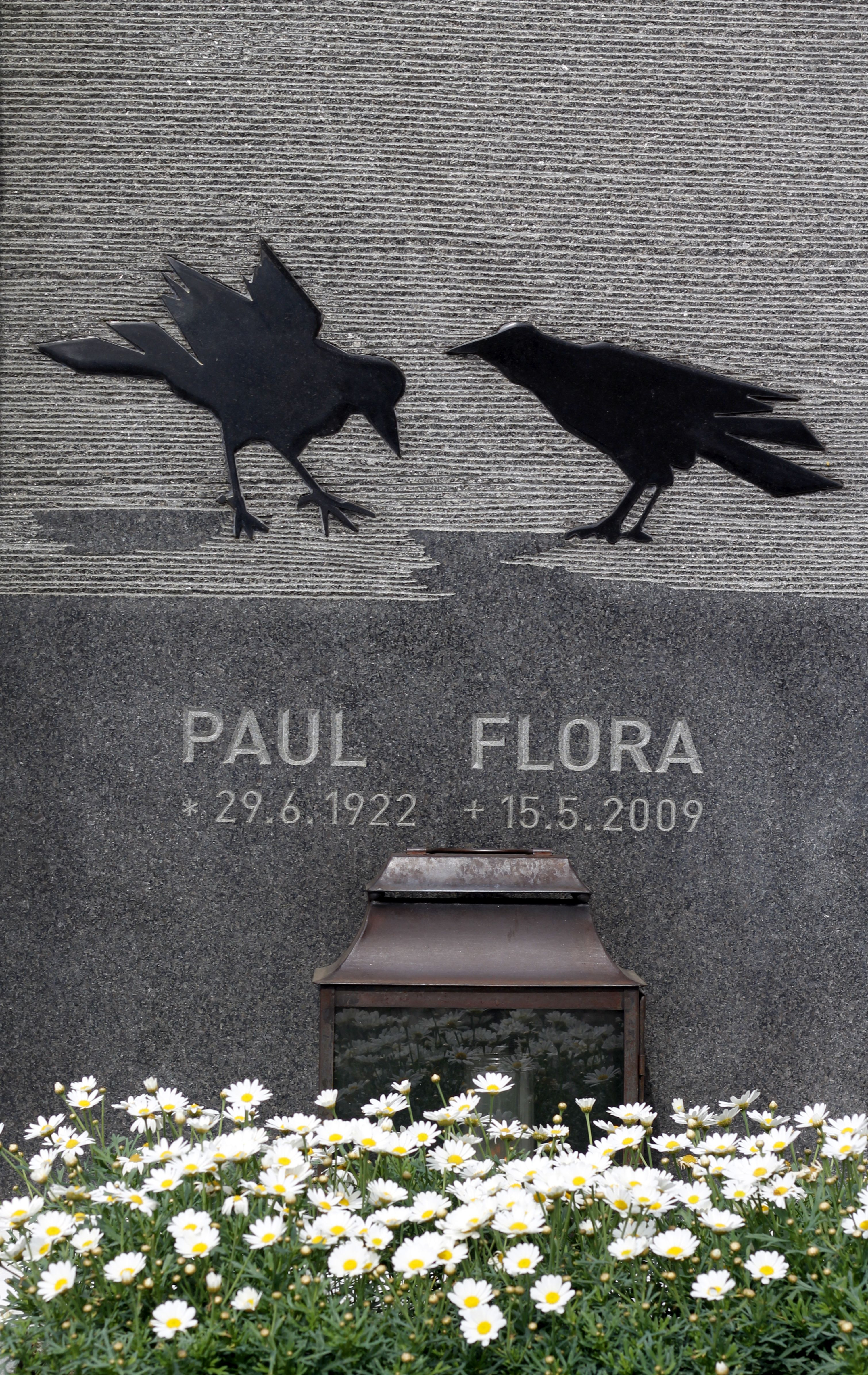
Paul Floras Grab in Glurns

Paul Flora starb in der Nacht auf den 15. Mai 2009 in einem Innsbrucker Krankenhaus.
Auf eigenen Wunsch wurde er auf dem Friedhof seiner Geburtsgemeinde Glurns begraben. Seine geliebten Raben zieren die Grabstätte.
An Floras 89. Geburtstag, am 29. Juni 2011, widmete ihm die Stadt Glurns postum das Paul-Flora-Museum im Tauferer Turm. Dort ist seitdem eine Dauerausstellung zu Leben und Werk zu sehen. Arbeiten aus seiner Hand finden sich in vielen öffentlichen und privaten Sammlungen.

## Künstlerisches Schaffen
„Sein Werk ist so umfangreich, dass es niemand überblickt. Seine Zeichnungen hat Paul Flora nicht nummeriert, ein Verzeichnis existiert bloß von seinen illustrierten Büchern. Selbst am Tag seines Todes im Mai 2009 soll Flora noch an einer Zeichnung gearbeitet haben. …
Flora widersetzte sich dem Zeitgeist, so etwas wie Moden interessierten ihn schlichtweg nicht. …
Kaum ein Bild des im Südtiroler Ministädtchen Glurns geborenen Künstlers, in dem sich nicht ein kleiner Abgrund auftun würde. Schiffe oder Schlösser zeichnet Flora am liebsten in bedrohlicher Schieflage, die Nacht ist präsenter als der Tag, Bäume sind blätterlos, Ratten huschen durch die verwinkelten Gassen des von Flora so heißgeliebten und immer wieder aufs Papier gebrachten Venedig. …
So etwas wie Bösartigkeit ist Flora dagegen fremd. Selbst in seinen Karikaturen blitzt der Menschenfreund durch, auch der dumpfeste Tiroler Schütze ist bei Flora ein Original.“

### Technik
Noch vor 1950 brach Flora mit der dichten Schraffur, wandte sich der feinnervigen, dünnlinigen, zarten Umrisszeichnung zu und entwickelte eine Strichtechnik mit Tuschfeder. Von den kantigen brüchigen Umrisslinien seiner Karikaturistenzeit entwickelte er sich hin zu größerer Strichdichte, variablem Liniengeflecht und feiner Schraffur.
In den sechziger Jahren wurden der Strich fester, die Umrisslinie dicker, die Binnenzeichnung zusehends dominant. Durch ein enges, flächiges Netzwerk entstand eine Vielfalt von Grautönungen. Mit diesen Mitteln schuf er durchkomponierte Bilder. Aus seinen „nervösen Strichgewittern“ und Grauwertvarianten ergaben sich vorwiegend düstere und melancholische Stimmungen.
Ab den siebziger Jahren setzte er vermehrt Schraffuren ein, wodurch er Effekte mit fein abgestuften Kontrastierung von hell zu dunkel erzeugte. Zur selben Zeit begann er vermehrt Farben zu verwenden (Aquarellfarbe, später Buntstift).
In den achtziger Jahren begann er auch mit Bleistift-Zeichnungen.

### Arbeiten für Zeitungen
1949 begann durch Vermittlung von Werner Scholz seine Mitarbeit an der amerikanischen Tageszeitung für Deutschland, Die Neue Zeitung. Zwischen 1957 und 1971 lieferte er wöchentlich Zeichnungen an die deutsche Wochenzeitung Die Zeit, insbesondere für Rudolf Walter Leonhardts Kolumne Pro & Contra. In diesen Jahren entstanden rund 3000 politische Karikaturen. Seine Zeichnungen wurden auch in internationalen Blättern veröffentlicht: The Times Literary Supplement, Du, Dagens Nyheter und The Observer.

### Buchillustrationen
Am Anfang seiner Karriere entstanden viele Buchillustrationen satirischen Inhalts. Ab 1953 begann eine intensive Zusammenarbeit mit dem Diogenes Verlag in Zürich. Neben Mappen und thematischen Zusammenstellungen eigener Werke waren es Bücher von Peter Hacks, Wolfgang Hildesheimer, Erich Kästner, Josef Müller-Marein und Hans Weigel, die neben vielen anderen von Paul Flora bebildert und zeichnerisch ergänzt wurden.
Zudem ist eine Bibliographie entstanden mit Editionen vor allem im Diogenes-Verlag Zürich (mit dessen Gründer Daniel Keel er befreundet war), in der „Edition Thomas Flora“ und in der „Galerie Seywald“.

### Texte
Paul Flora hat sich auch als Schriftsteller betätigt. Zumeist schrieb er über Kollegen kurze bis längere Artikel, oft aber auch Kommentare in Katalogen oder Zeitungen. Seine Leserbriefe beinhalteten oft politische Themen, die ihn zu Widerspruch aufforderten. Ein Briefwechsel mit Alfred Kubin, mit dem er bis zu dessen Tod befreundet war, befindet sich im Archiv der Nachlassvertretung in Salzburg. Im Diogenes Verlag erschien 1997 das Buch Dies und das – Nachrichten und Geschichten, ein Band mit Kurzgeschichten von seiner eigenen launigen Lebensbeschreibung über Texte zu Zeichner-Kollegen bis hin zu Charlie Chaplin.

### Gestaltung und Design
1963 entwarf Flora das Bühnenbild für Amphitryon (Kleist) im Akademietheater in Wien und 1998 das Bühnenbild für Der König stirbt (Ionesco) im deutschen Schauspielhaus in Hamburg.
Weiterhin entwarf er Weinetiketten in Italien und Österreich, Ziffernblätter für Uhren zugunsten eines guten Zwecks, Geschirr, Briefmarken, Briefbeschwerer, stumme Diener, Glasfiguren aus Murano u. a. und es existieren drei Kachelöfen in Privatbesitz.
Seit 1980 gab die österreichische Post Telefonwertkarten aus. 1994 erschien eine von Paul Flora mit Marionetten gestaltete Serie von vier Telefonwertkarten.
Diversen Vereinen widmete er Logos bzw. Zeichnungen, wie zum Beispiel der „Schmalfilmrunde Kufstein“, dem „Kunstkreis Aichwald“ oder den „Absamer Matschgerern“.

## Werke

### Bücher und Mappen (Auswahl)
Das Werkverzeichnis der illustrierten Bücher erschien 1992 zum 70. Geburtstag Paul Floras. Es umfasst 135 Buchtitel und 10 Mappenwerke aus 45 Jahren und gibt in 67 Illustrationen einen Überblick über das Werk des Künstlers.
- 1947: Der Mensch denkt.
- 1947: Herr Huber im wilden Westen.
- 1953: Flora’s Fauna. Erstes Buch im Diogenes Verlag in Zürich
- 1955: Das Musenross.
- 1957: Das Schlachtross: Ein Buch von Kriegern und Menschen und andere Tiere
- 1958: Trauerflora. Mit einem Vorwort von Friedrich Dürrenmatt
- 1958: Über das Nichtlesen von Büchern. mit Text von Erich Kästner, 1958
- 1959: Vivat Vamp. Mit einem Vorwort von Gregor von Rezzori.
- 1961: Der Zahn der Zeit. Ein Schloß für ein Zierhuhn.
- 1964: Ach du liebe Zeit II. Floras Taschenfauna. Die Männchen und die Fräuchen.
- 1966: Königsdramen. Vorwort von Ernst Schröder.
- 1968: Veduten und Figuren. Vorwort von Friedrich Dürrenmatt.
- 1969: Der gebildete Gartenzwerg und Zeitvertreib.
- 1970: Die verwurzelten Tiroler und ihre bösen Feinde. Diogenes Portfolio (Mappe)
- 1971: Premiere, Als der Großvater auf die Großmutter schoß.
- 1972: Auf in den Kampf. Der bürgerliche Wüstling.
- 1975: Hungerburger Elegien.
- 1977: Penthouse. Von (A)uto bis (Z)entauren. Glanz und Elend der Eisenbahn (Mappe).
- 1978: Abenteurer. (Mappe)
- 1979: Der blasse Busenfreund. Frühe Zeichnungen. Fauna (Mappe).
- 1980: Theater. (Mappe)
- 1981: Vergebliche Worte.
- 1982: Nocturnos. Winzige Werke. Venezia. (Mappe)
- 1983: Variationen zu Wagner. Brotlose Berufe. Die Turnübungen der Älpler. Panoptikum. (Mappe)
- 1989: Ziervogel mit Harlekinen. (Wohl sein bekanntestes, teuerstes Bild)
- 2002: Ein Florilegium. Mit einem ausführlichen Text von (A)kademie bis (Z)eichner von Karl-Markus Gauß.

### Werke in öffentlichem Besitz (Auswahl)
- 1971 und 1972 stiftete Flora dem Wilhelm-Busch-Museum Hannover insgesamt 370 Werke.
- Arbeiten in der Klocker Stiftung, Innsbruck
- Arbeiten im Museum Ferdinandeum
- Sammlung in seinem Geburtsort Glurns (Südtirol) in eigenem Museum

### Texte
- 1987: Gezeichnetes und Geschriebenes. Südtiroler Künstlerbund, Bozen.
- 1997: Dies und Das. Nachrichten und Geschichten. Diogenes, Zürich.
- 2007: Wie's halt so kommt. Erinnerungen aufgezeichnet von Felizitas von Schönborn. Diogenes, Zürich.
- 2019 [1940]: Aus den Memoiren eines Mittelschülers. Folio, Wien/Bozen (mit Beiträgen von Helena Pereña und Roland Sila).

### Briefmarken
Zwischen 1985 und 1998 erschienen mehrere Briefmarkenserien mit Motiven von Paul Flora in Österreich (1985 und 1993) und im Fürstentum Liechtenstein (1998) sowie ein Satz von sieben Olympiamarken (1988). So befindet sich zum Beispiel Paul Floras Bild Fliegender Harlekin auf einer Sonderpostmarke. Der Fliegende Harlekin soll das bunte Treiben im Karneval von Venedig und gleichzeitig die Atmosphäre dieser Stadt widerspiegeln. Die Figuren und Masken, die auch heute noch während des Karnevals in Venedig zu sehen sind, inspirierten seine Phantasie.
Fürstentum Liechtenstein
- Michel Nr. 887–889, Ersttag 9. Dezember 1985: Theater
- Michel Nr. 934–936, Ersttag 7. Dezember 1987: Olympische Winterspiele Calgary
- Michel Nr. 947–950, Ersttag 5. September 1988: Olympische Sommerspiele Seoul
- Michel Nr. 1004, Ersttag 3. Dezember 1990: 500 Jahre internationale Postverbindungen in Europa
- Michel Nr. 1173–1176, Ersttag 2. Juni 1998: Grußmarken – „Spaß am Brief“

Österreich
- Michel Nr. 1829, Ersttag 25. Oktober 1985: Moderne Kunst in Österreich
- Michel Nr. 2095, Ersttag 16. April 1993: EUROPA – Zeitgenössische Kunst

Vereinte Nationen – New York
- Michel Nr. 577, Ersttag 23. August 1989: 10 Jahre Wiener Büro der Vereinten Nationen – ein Wert der sechs Werte umfassenden Ausgabe.

## Ausstellungen
Galerien
- 1945: erste Einzelausstellung in der Galerie „Zofinga“ in Bern
- 1947: Neue Galerie Grünangergasse, Wien
- 1949: Galerie Gurlitt, München
- 1957: Galerie Würthle, Wien
- 1958: Overbeck-Gesellschaft, Lübeck und in der Este-Gallery, New York
- 1962: Österreichisches Kulturinstitut in Paris und im Kunstkreis Hameln
- 1972: Sieben phantastische Humoristen: Paul Flora, Edward Gorey, Luis Murschetz, J. J. Sempé, Roland Topor, Tomi Ungerer, Reiner Zimnik, Ausstellungskatalog: 5. Oktober – 18. November 1972. Galerie Daniel Keel, Zürich 1972, OCLC 758385075.

Seit den 60er Jahren fanden zahlreiche Ausstellungen in wohl an die hundert Galerien in Europa und den USA statt. Seine Stammgalerien sind in Innsbruck (Galerie Flora) und Salzburg (Galerie Seywald)
Ausstellungen
- 1950: Biennale in Venedig
- 1952: Tiroler Landesmuseum Ferdinandeum, Innsbruck
- 1956: Secession, Wien
- 1959: Kunsthalle Bremen und Maison de France, Berlin
- 1963: Wilhelm Busch Museum, Hannover
- 1966: Biennale in Venedig
- 1972: Suermondt-Ludwig-Museum, Aachen
- 1974: Museum Folkwang, Essen
- 1979: Museum Nymwegen
- 1984: Museum für Kunst und Gewerbe, Hamburg
- 1989: Albrecht-Dürer-Haus, Nürnberg
- 1992: Historisches Museum der Stadt Wien (Retrospektive)
- 1992: Museion, Bozen
- 1997: Bayerische Akademie der Schönen Künste (Retrospektive)
- 1999: Schloss Anras, Anras (Dauerausstellung)
- 2002: Palais Harrach, Wien (Retrospektive)
- 2007: Essl Museum – Kunst der Gegenwart, Klosterneuburg/Wien (Passion for Art)
- 2011: Paul-Flora Museum, Tauferer Tor Glurns (Dauerausstellung)
- 2016/2017: Tiroler Landesmuseum Ferdinandeum (Karikaturen)[8]
- 2017: Montafoner Heimatmuseum Schruns / MAP Kellergalerie montartphon[9]
- 2019: Hans-Thoma-Kunstmuseum, Bernau im Schwarzwald (Floras Fauna)
- 2021: Paul Flora. Zeichnungen, Albertina, Wien[10]
- 2022: 100 Jahre Paul Flora, Karikaturmuseum Krems[11]

## Auszeichnungen und Preise
- 1948: Preis der Tiroler Landesregierung
- 1948: Preis der Gesellschaft zur Förderung neuer Kunst, Wien
- 1959: Ehrenzeichen des Landes Tirol
- 1962: Verleihung des Berufstitels Professor
- 1964: Ehrenlokführer der Zillertalbahn
- 1985: Großes Bundesverdienstkreuz
- 1986: Premio internazionale Asiago d’Arte Filatelica
- 1992: Ehrenbürger der Stadt Glurns
- 1993: Ehrenmedaille der Bundeshauptstadt Wien in Gold
- 1999: e.o.plauen Preis
- 2002: Ehrenbürger der Stadt Innsbruck
- 2004: Großes Silbernes Ehrenzeichen für Verdienste um die Republik Österreich[12]
- 2007: Benennung eines Asteroiden nach ihm: (85411) Paulflora
- 2007: Concordia-Ehrenpreis
- 2010: Begründung des Paul-Flora-Preises von den Bundesländern Tirol und Südtirol
- 2014: Begründung des Paul-Flora-Förderpreises durch die Familie des Künstlers[13]

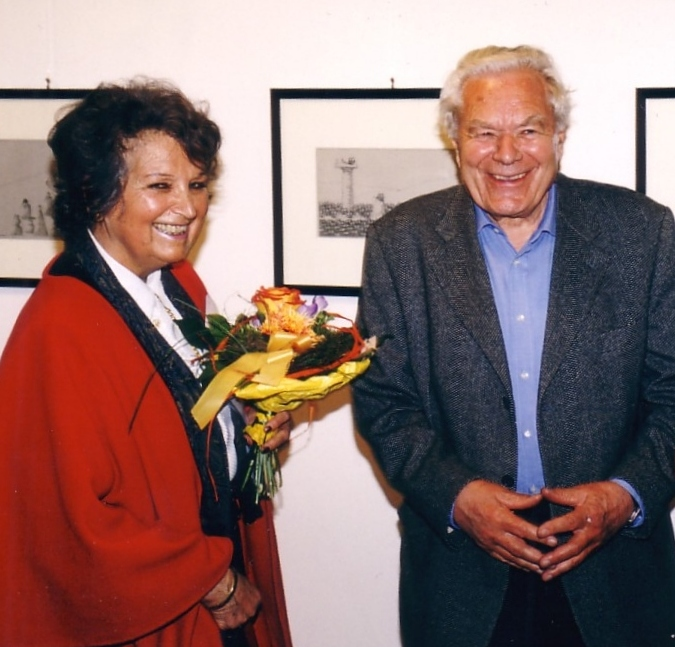
Kunsthistorikerin Magdalena Hörmann mit Paul Flora bei einer Ausstellung in Kufstein 2001

## Filme
Von 1989 bis 1991 entstanden mehrere Filme über und von Flora für den ORF:
- Die Raben von San Marco (über Flora)
- Floras Fauna (über Flora)
- Ein Fischer im Drüben (über Alfred Kubin)
- Ein Abenteurer im Schlafrock (über Paul von Rittinger)
- Auf dem Strich – Paul Flora im Film 2007,
- Dokumentarfilm über den Künstler Paul Flora von Eva Testor (Mobilefilm)
- Meister der Raben. Der Künstler Paul Flora. 45-minütige Dokumentation von Monika Czernin und Stefan Eberlein, Servus-TV, 2010.

## Sonstiges
In einer Szene des Films Solo Sunny (1980) von Konrad Wolf ist das Bild Kugel, ein Schloss ruinierend von Paul Flora zu sehen.